# 澄州 (唐朝)
澄州，唐朝时设置的州。
唐太宗贞观八年（634年）改南方州置澄州，治所在上林县（今广西壮族自治区上林县东南澄泰乡古城村）。辖境相当今广西上林、马山二县及忻城县南部、来宾县西部地。下辖上林县、止戈县（今广西壮族自治区武鸣县陆斡镇卢村）、贺水县（今广西壮族自治区忻城县古蓬镇周安村）、无虞县（今广西壮族自治区上林县三里镇云卢村）。唐玄宗天宝元年（742年）改澄州为贺水郡，辖境同澄州。唐肃宗乾元元年（758年），复为澄州。五代十国时澄州属南汉。北宋开宝四年（971年）灭南汉。宋太祖开宝五年（972年）澄州省入宾州。
澄州刺史
- 高裕（贞观年间）
- 贺若震（武周时）
- 韦守盈（727年之前）
- 陈行范（727年）
- 薛昭纬（唐昭宗时）